# Командант
Командант, командир или заповедник је у војном смислу лице на дужности вође једне војне јединице са официрским чином. Иако се командантом називају и вође малих јединица као што су вод и чета, главно значење има у официрским чиновима. Као вођи јединица у величини батаљона или дивизије, за подршку при организацији и управљању јединице има свој штаб. У морнарици, појам командант се користи за вођу једног бојног брода као јединице.